# Илер, Макс
Макс Илер (фр. Max Hilaire; 6 декабря 1985, Бонди, Франция) — гаитянский футболист, опорный полузащитник клуба «Шоле» и сборной Гаити.

## Карьера

### Клубная карьера
Начинал заниматься футболом в семилетнем возрасте в составе клуба «Блан-Мениль». На взрослом уровне начал выступления в командах «Шель» и «Нуази-ле-Гран», игравших в любительских соревнованиях.
Первый профессиональный контракт подписал в 2009 году с клубом третьего дивизиона Франции «Байонна», в его составе провёл три сезона, за это время принял участие в 49 матчах и забил один гол. Первый матч сыграл 22 августа 2009 года против «Касси-Карну», а первый гол забил 3 апреля 2010 года в ворота «Кретея».
После ухода из «Байонны» играл в четвёртом дивизионе за клубы «По» и «Тарб», а в сезоне 2014/15 снова выступал на профессиональном уровне, за клуб третьего дивизиона «Консоля» из Марселя. Сезон 2015/16 провёл в составе клуба «Шоле».

### Карьера в сборной
В 2011 году принял приглашение выступать за сборную своей исторической родины. Дебютный матч за сборную Гаити сыграл 9 февраля 2011 года против Сальвадора. В течение следующих четырёх лет сыграл лишь два матча за национальную команду. С ноября 2015 года является игроком основного состава сборной.
В июне 2016 года принимал участие в Кубке Америки, играл во всех трёх матчах своей команды, но ни один из них не отыграл полностью.